# Mourence (Villalba)
Mourence (llamada oficialmente San Xiao de Mourence) es una parroquia española del municipio de Villalba, en la provincia de Lugo, Galicia.

## Otras denominaciones
La parroquia también es conocida por los nombres de San Julián de Mourence y San Xulián de Mourence.

## Organización territorial
La parroquia está formada por veintidós entidades de población, constando once de ellas en el nomenclátor del Instituto Nacional de Estadística español:
- A Carballeira
- Caibancas (Caivancas)
- Caldraga
- Campo da Pena (O Campo da Pena)
- Casanova (A Casanova)
- Coto (O Coto)
- Curro (Os Curros)
- Dona Orraca
- Escairo (O Escairo)
- Fontebilar (A Fontevilar)
- Freires
- Grandisca
- Igrexa
- Madalena (A Madanela)
- Marrube
- O Castro
- O Pazo (O Pazo da Veiga)
- Pasos (Os Pasos)
- Ramallal (O Ramallal)
- Trimaz
- Valdesuso
- Vilara (A Vilara)

## Demografía
| Gráfica de evolución demográfica de Mourence entre 2000 y 2021 |
|                                                                |
| Datos según el nomenclátor publicado por el INE.               |